# Vasile Pușcaș
Vasile Pușcaș (n. 8 iulie 1952, Surduc) este un profesor, diplomat și politician român, membru corespondent al Academiei Române.

## Tinerețe și educație
Vasile Pușcaș s-a născut pe 21 septembrie 1952, la sat Surduc, reședința județului Sălaj, în Republica Populară Română. În 1976 a obținut licența în istorie la Universitatea Babeș-Bolyai din Cluj, iar în anul 1991 a obținut titlul de doctor în istorie la aceeași universitate.

## Cariera diplomatică
Pușcaș a fost Ministru, șeful Departamentului pentru Afaceri Europene, în Guvernul României (decembrie 2008 – octombrie 2009).
Este recunoscut pentru discreția, perseverența și tenacitatea cu care își duce la îndeplinire misiunile sale guvernamentale și diplomatice.

### Negociatorul Clauzei Națiunii celei mai Favorizate
Numele lui Vasile Pușcaș este legat și de reacordarea Clauzei Națiunii celei mai Favorizate. El este diplomatul român care a negociat, la Washington DC (1992–1994), reacordarea acestui privilegiu comercial pentru România, într-o perioadă în care această țară era considerată instabilă din punct de vedere democrati:
„În perioada 1992–1994 am făcut parte din echipa care a avut mandatul de a negocia, la Washington D.C., reobținerea clauzei națiunii celei mai favorizate pentru România. A fost nu doar o experiență politico-diplomatică deosebită, dar și una intelectuală aparte. Amândouă m-au obligat nu numai la o cercetare a trecutului, ci mai ales a prezentului și viitorului relațiilor româno-americane”

### Funcții diplomatice
- 1992 – 1994: Ministru Consilier, DCM, Ambasada României, Washington DC
- 1992 – 1994: Chargé d'Affaires / Ambasador Interimar (1993–1994)
- 1991 – 1992: Director, Centrul Cultural Român, New York

### Negociatorul aderării României la Uniunea Europeană
În perioada decembrie 2000–decembrie 2004 Vasile Pușcaș a fost Ministru Delegat în guvernul Adrian Năstase, Negociator Șef al României cu Uniunea Europeană. Sub coordonarea sa, Delegația Națională de Negociere pentru Aderarea României la Uniunea Europeană a încheiat toate capitolele de negociere până în 17 decembrie 2004, la Consiliul European de la Bruxelles. Pe baza rezultatelor negocierilor de aderare conduse de echipa lui Vasile Pușcaș, președintele Traian Băsescu și primul ministru Călin Popescu Tăriceanu au semnat, în 25 aprilie 2005, tratatul de aderare a României la Uniunea Europeană.
În urma negocierilor de aderare, România a obținut cele mai multe perioade de tranziție (50) pentru pregătirea aderării, comparativ cu toate celelalte state candidate din valul al cincilea de extindere. De exemplu, Polonia a obținut 48 de perioade de tranziție, Malta – 47, iar Ungaria – 35.
Pentru primii doi ani de la aderarea la Uniunea Europeană, România ar fi trebuit să primească, potrivit rezultatelor negocierilor, aprox. 11 miliarde de euro. Comparativ cu Polonia, România se afla în avantaj: Polonia primea 19,2 mld euro, ceea ce însemna 480 euro per capita, în vreme ce România avea 500 de euro per capita.
România a obținut, în urma negocierilor, 559,8 milioane de euro pentru perioada 2007–2009 (297,2 milioane în 2007, 131,8 milioane în 2008 și 130,8 milioane în 2009). Acești bani vor fi folosiți pentru securizarea frontierei (cel puțin 50%) și pentru o facilitate de tranziție (sume care pot fi folosite acolo unde este nevoie). Suma aceasta se adaugă fondurilor obținute de România pentru perioada 2007-2009 (aprox. 11 miliarde euro angajamente și aprox. 6 miliarde plăți).
Calitățile de negociator ale lui Pușcaș, precum și meritele sale în procesul de aderare a României la Uniunea Europeană sunt recunoscute în mediile comunitare, iar în România este considerat cel mai valoros expert în problematica integrării europene.

## Cariera politică
Pușcaș este membru al Partidului Social Democrat din România (PSD) și un suporter convins al ideii de social-democrație în Europa.
La sfârșitul anului 2004, la instalarea în funcție a guvernului Tăriceanu, președintele proaspăt ales al României, Traian Băsescu, în urma vizitei făcute la Consiliul European de la Bruxelles (decembrie 2004), a recunoscut competențele și expertiza lui Pușcaș și și-a exprimat dorința ca acesta să facă parte din noul guvern, în funcția de Ministru al Integrării Europene. Această ofertă a fost declinată de către Pușcaș deoarece făcea parte dintr-un partid intrat în opoziție, fiind și deputat de Cluj.
În anul 2007, observând lipsa unei strategii coerente și credibile a Partidului Social Democrat pentru alegerile europarlamentare, Pușcaș a decis să nu candideze pe lista partidului pentru Parlamentul European. Scorul scăzut la opțiunile de vot ale cetățenilor din Cluj și din regiunea Transilvaniei, înregistrat de PSD la aceste alegeri, i-a adus reproșuri din partea conducerii partidului, care încerca, astfel, să-și justifice lipsa de viziune europeană.
Activitatea politică a lui Pușcaș a fost îngreunată de lipsa unei susțineri parlamentare din partea grupului PSD. Acest fapt a fost evident în cursul anului 2006, când inițiativa legislativă depusă de deputatul clujean privind organizarea alegerilor pentru Parlamentul European a fost respinsă cu ajutorul semnificativ al propriului grup parlamentar. În expunerea de motive a inițiativei sale legislative, Pușcaș scria:
„În cazul României, având în vedere eforturile de reformare a clasei politice, a dezideratului apelului la votul uninominal și ținând cont de principiile comune ale Uniunii Europene privind aplicarea de către toate statele membre ale UE a sistemului reprezentării proporționale, se propune o formulă care să fie conformă cu așteptările amintite mai sus. Considerăm că acestea se întrunesc cel mai bine în scrutinul reprezentării proporționale cu vot preferențial. Aceasta mai este practicat în țări precum: Austria, Belgia, Danemarca, Italia, Olanda”
În urma unor dezbateri superficiale, Camera Deputaților (cameră decizională) a votat respingerea inițiativei legislative propuse de Vasile Pușcaș.
În calitatea sa de deputat, Vasile Pușcaș a avut o activitate importantă, prin calitatea demersurilor sale: 
- 113 luări de cuvânt
- 191 întrebări și interpelări
- 31 propuneri legislative
- 10 moțiuni

În legislatura 2004–2008, Pușcaș a fost membru în grupurile parlamentare de prietenie cu Regatul Danemarcei, Regatul Țărilor de Jos (Olanda) și Republica Azerbaidjan.
În 2016, a fost anchetat în dosarul DNA.
În iulie 2018, Pușcaș a atras atenția că Bruxelles-ul este iritat de impredictibilitatea guvernării actuale de la București, dar a precizat că România e departe de a fi amenințată cu articolul 7 din Tratatul de la Lisabona, așa cum s-a întâmplat în cazul Poloniei.

## Activitatea academică
Pușcaș este cadru didactic universitar la Universitatea Babeș-Bolyai din Cluj-Napoca, din anul 1979. A urmat toate treptele ierarhiei universitare, de la asistent (1979–1990), la lector (1990–1993), conferențiar (1993–1995) și profesor (din 1995). După evenimentele din decembrie 1989, studenții Facultății de Istorie și Filosofie a Universității Babeș-Bolyai l-au propus prodecan al facultății, funcție pe care a deținut-o timp de un an, până la plecarea sa în misiune diplomatică la New York (1991). Între 1990 și 1991 a fost director al Centrului de Studii ale Democrației și Post-Comunismului, creat în cadrul UBB, Cluj-Napoca.
Pușcaș este cel care, în februarie 1990, a inaugurat în România cursurile de integrare europeană, devenite astăzi disciplină obligatorie în toate facultățile cu profil istorie, relații internaționale, studii europene.
La întoarcerea de la Ambasada României la Washington DC, Pușcaș a inițiat, după modelul american, școala de științe politice din Cluj, împreună cu un colectiv de tineri universitari clujeni. În 1995 a fost primul decan al nou înființatei Facultăți de Științe Politice și Administrative de la UBB.
Până decembrie 2000, când a preluat mandatul de Negociator Șef al României cu Uniunea Europeană, Pușcaș a creat Institutul de Studii Internaționale Arhivat în 4 februarie 2009, la Wayback Machine. din Cluj-Napoca (al cărui director este din 1999 până în prezent), Centrul de Jurnalism și Trening al Comunicării. În același timp, a inaugurat și Programul de Master în Managementul Afacerilor Internaționale, iar din anul 2000 este conducător de doctorat în relații internaționale, la Facultatea de Istorie și Filosofie (UBB), precum și la Institutul Universitar Internațional de Studii Europene (IUIES) din Gorizia-Trieste (Italia). Între 2002 și 2008 a fost director al Institutului de Științe Politice și Relații Internaționale al Academiei Române (București)
În decembrie 2009, Pușcaș a primit Premiul Academiei Române “Mihail Kogălniceanu”, pentru lucrarea România spre Uniunea Europeană. Negocierile de aderare (2000–2004), Iasi, Institutul European, 2007.

## Publicații

### Cărți - autor
(21 de lucrări)
- Managing Global Interdependencies, Cluj-Napoca, Eikon, 2010
- International/Transnational Relations, Gorizia-Trieste, IUIES, 2009
- Euro-Topics, Cluj-Napoca, Eikon, 2008
- Teme Europene, Cluj-Napoca, Eikon, 2008
- România: de la preaderare la postaderare, Cluj-Napoca, 2008
- România spre Uniunea Europeană. Negocierile de aderare (2000-2004), (Iași: Institutul European, 2007)
- România și iar România. Note pentru o istorie prezentă, (Cluj-Napoca: Eikon, 2007)
- European Negotiations. A Case Study: The Romania’s Accession to EU. Gorizia, IUIES, 2006
- “Sticks and Carrots”. Regranting the Most-Favored-Nation Status for Romania (US Congress, 1990-1996) / “Bastoane și Morcovi”, Reacordarea clauzei națiunii celei mai favorizate (Congresul SUA, 1990-1996), Cluj-Napoca: Eikon, 2006
- Relații internaționale/transnaționale, Cluj-Napoca: Sincron, 2005
- Negociind cu Uniunea Europeană, 6 volume, ed. Economică, București, 2003:

- vol. I - „Documente inițiale de poziție la capitolele de negociere” (2003)
- vol. II – „Initial Position Documents” (2003)
- vol. III – „Preparing the External Environment of Negotiations” (2003)
- vol. IV – „Pregătirea mediului intern de negociere” (2003)
- vol. V – „Pregătirea mediului de negociere, 2003 – 2004” (2005)
- vol. VI – „Comunicarea publică și negocierea pentru aderare, 2003 – 2004” (2005)

- Universitate-Societate-Modernizare, Presa Univ. Clujeană, Cluj-Napoca, 1995; Ediția a II-a, 2003
- Speranță și disperare - Negocieri româno-aliate, 1943-1944, București, Ed.Litera, 1995; Ediția a II-a, 2003
- Relații internaționale contemporane, Cluj-Napoca, Sincron, 1999; Ediția a II-a, 2003
- Căderea României în Balcani, Cluj-Napoca, Dacia, 2000
- Pulsul istoriei în Europa Centrală, Cluj-Napoca, Sincron, 1998
- Transilvania și aranjamentele europene. 1940-1944, Cluj-Napoca, Ed.FCR, 1995
- Alma Mater Napocensis – Idealul universității moderne, Cluj-Napoca, Ed. FCR 1994
- Dr. Petru Groza – pentru o „lume nouă”, Editura Dacia, 1985 (a fost interzisă și arsă întreaga ediție)

### Cărți - editor și coautor
(33 de lucrări)
- România și Uniunea Europeană post-Tratatul de la Lisabona (coord. Vasile Pușcaș și Marcela Sălăgean), Cluj-Napoca, Eikon, 2010
- Regiune și regionalizare în Uniunea Europeană, (coordonator Vasile Pușcaș și Adrian Ivan) Institutul de Studii Internaționale, Cluj-Napoca, 2004
- Romania NATO 2002, (ed. Adrian Năstase), București, ed. Monitorul Oficial 2002
- International Studies at the Beginning of the 21st Century, (ed. Vasile Pușcaș), Tomorrow’s Romania Publishing House, 2002
- International Relations – updading Studies and training, Editura Semne, București, 2002- editor
- International Relations on line, Cdrom, Berlin 2002
- Central Europe since 1989, Cluj-Napoca, Dacia, 2001
- On Both sides of the Iron Courtain (coord. P. Otu, Gh. Vartic, M. Macuc) București, Military Publishing House, 2001
- On the Centenary of Ratzel’s Politische Geographic-Europe Between Political Geography an Geopolitics, editat de M. Antonisch Vl. Kolossov, P. Pagnini, vol. I, Societa Geografica Italiana, Roma, 2001
- Tratatul de la Nisa și Integrarea Europeană, în volumul „Tratatul de la Nisa” (coord. V. Vesa, A. Ivan) Cluj-Napoca, ed. Dacia, 2001, pp. 5–8
- Democrația în Centrul și Sud-estul Europei, între aspirație și realitate (sec. XIX-XX) Satu-Mare, 2001
- România și viitorul Europei, (coord. A. Năstase), ed. Monitorul Oficial, București, 2001
- University and Society. A history of the Cluj Higher Education in the 20th Century, Cluj Univ. Press, editor și coautor (editor & co-author), 1999
- Istoria României. Transilvania, II (1867-1947), Ed. Gh. Barițiu, Cluj-Napoca, 1999, pp. 1035–1064
- România - 1918 - Marea Unire (coord. și coautor), Cluj-Napoca, Ed. Studia, 1998
- La diplomatie de la paix en Europe (co-author), Ed. V. Popa, Beograd-Paris-Timișoara, 1998
- The Hungarians of Romania, Cluj-Napoca, Ed. FCR, 1996
- A romaniai magyarak, Cluj-Napoca, Ed. FCR, 1996
- Les Hongrois de Roumanie, Cluj-Napoca, Ed. FCR, 1996
- Maghiarii din România, Cluj-Napoca, Ed. FCR, 1995
- Cultură și societate în epoca modernă, Cluj-Napoca, 1990
- România în anii celui de-al doilea Război Mondial, vol. 2-3, București, 1989
- Istoria contemporană a României – texte sociale, economice și politice (1918-1929), Cluj-Napoca, 1989
- Bătălii în umbră, Cluj-Napoca, 1988
- Dezvoltare și modernizare în România interbelică 1918-1939, (coord.) București, 1988
- Civilizația medievală și modernă românească , Cluj-Napoca 1985
- Al doilea război mondial în documente și literatură, Cluj-Napoca 1985

### Interviu
- „Sunt 75% șanse ca UE să se extindă din nou”, 6 august 2010, George Rădulescu, Adevărul